# ハーリド・ハヌーシ
ハーリド・ハヌーシ（アラビア語：خالد خنّوشي ；Khalid Khannouchi、1971年12月22日- ）は、モロッコのメクネス出身のマラソン選手。現在はアメリカ国籍である。日本で用いられている呼称は「ハーリド・ハヌーシ」が最も正確だが、よりアラビア語に近く表記すると「ハーリド・ハンヌーシー」となる。

## 経歴・人物
ジュニア時代より中長距離走にて活躍していたが、1990年代の初めごろからモロッコの競技団体と練習費用を巡って衝突し、1992年に友人3人と共にニューヨークのブルックリンに移住した。
1996年にアメリカ人のサンドラ・イノアと結婚し、その後アメリカ国籍を取得した。2人はニューヨーク州に住んでおり、サンドラはエージェントとコーチとして、彼を支援している。
1997年にシカゴマラソンでマラソンへ挑戦し、2時間07分10秒の初マラソン世界記録（当時）で優勝した。
1999年シカゴマラソンでは、前年のベルリンマラソンでロナウド・ダ・コスタ（ ブラジル）が記録した2時間06分05秒の世界記録を更新し、人類初の2時間6分の壁を破る2時間05分42秒の世界最高記録で優勝した。
2002年ロンドンマラソンでは、トラック競技での第一人者であるハイレ・ゲブレセラシェ（ エチオピア）、ポール・テルガト（ ケニア）の両人を相手に競り勝ち、自身の世界記録を4秒更新する2時間05分38秒で優勝した。このレースでハヌーシは人類史上初めて2時間5分台を複数回記録したランナーとなった。
同年のシカゴマラソンでも、途中で高岡寿成（ 日本）に先頭集団から大きく抜け出されるものの、終盤に追い上げて逆転し、2時間05分56秒で自身3度目の2時間5分台をマークして優勝した。
その後も度々マラソンを走ったが、度重なる故障でアメリカの五輪予選会に出られなかったりした為、マラソンでの五輪出場は叶わなかった。2007年のニューヨークシティマラソンを最後に長らくマラソンに出場しなかったが、2012年3月28日に正式に現役引退を表明した。

## ハヌーシのマラソン世界最高記録
- 2時間05分42秒：1999年10月24日 シカゴマラソン

|            | 5km   | 10km  | 15km  | 20km  | ハーフ  | 25km    | 30km    | 35km    | 40km    | ゴール  |
| ---------- | ----- | ----- | ----- | ----- | ------- | ------- | ------- | ------- | ------- | ------- |
| タイム     | 15:09 | 29:55 | 44:45 | 59:32 | 1:03:05 | 1:14:40 | 1:29:40 | 1:44:18 | 1:59:19 | 2:05:42 |
| スプリット | 15:09 | 14:46 | 14:50 | 14:47 |         | 15:08   | 15:00   | 14:38   | 15:01   | 6:23    |

- 2時間05分38秒：2002年4月14日 ロンドンマラソン

|            | 5km   | 10km  | 15km  | 20km  | ハーフ  | 25km    | 30km    | 35km    | 40km    | ゴール  |
| ---------- | ----- | ----- | ----- | ----- | ------- | ------- | ------- | ------- | ------- | ------- |
| タイム     | 14:44 | 29:37 | 44:35 | 59:33 | 1:02:46 | 1:14:10 | 1:29:01 | 1:43:58 | 1:59:11 | 2:05:38 |
| スプリット | 14:44 | 14:53 | 14:58 | 14:58 |         | 14:37   | 14:51   | 14:57   | 15:13   | 6:27    |

## マラソン成績
| レース日       | 大会名                     | タイム        | 順位 | 備考                           |
| -------------- | -------------------------- | ------------- | ---- | ------------------------------ |
| 1997年10月19日 | シカゴマラソン             | 2時間07分10秒 | 優勝 | 初マラソン世界最高記録（当時） |
| 1998年10月11日 | シカゴマラソン             | 2時間07分19秒 | 2位  |                                |
| 1999年10月24日 | シカゴマラソン             | 2時間05分42秒 | 優勝 | 世界最高記録（当時）           |
| 2000年04月16日 | ロンドンマラソン           | 2時間08分36秒 | 3位  |                                |
| 2000年10月22日 | シカゴマラソン             | 2時間07分01秒 | 優勝 |                                |
| 2001年08月03日 | 世界陸上エドモントン大会   | -----------   | DNF  | 25㌔付近で途中棄権             |
| 2002年04月14日 | ロンドンマラソン           | 2時間05分38秒 | 優勝 | 世界最高記録（当時）           |
| 2002年10月13日 | シカゴマラソン             | 2時間05分56秒 | 優勝 |                                |
| 2004年10月10日 | シカゴマラソン             | 2時間08分44秒 | 5位  |                                |
| 2006年04月23日 | ロンドンマラソン           | 2時間07分04秒 | 4位  |                                |
| 2007年04月22日 | ロンドンマラソン           | -----------   | DNF  |                                |
| 2007年11月02日 | ニューヨークシティマラソン | 2時間12分34秒 | 4位  |                                |